# Kalimance
Kalimance (cyr. Калиманце) – wieś w Serbii, w okręgu pczyńskim, w gminie Vladičin Han. W 2011 roku liczyła 104 mieszkańców.